# Congress Center Hamburg

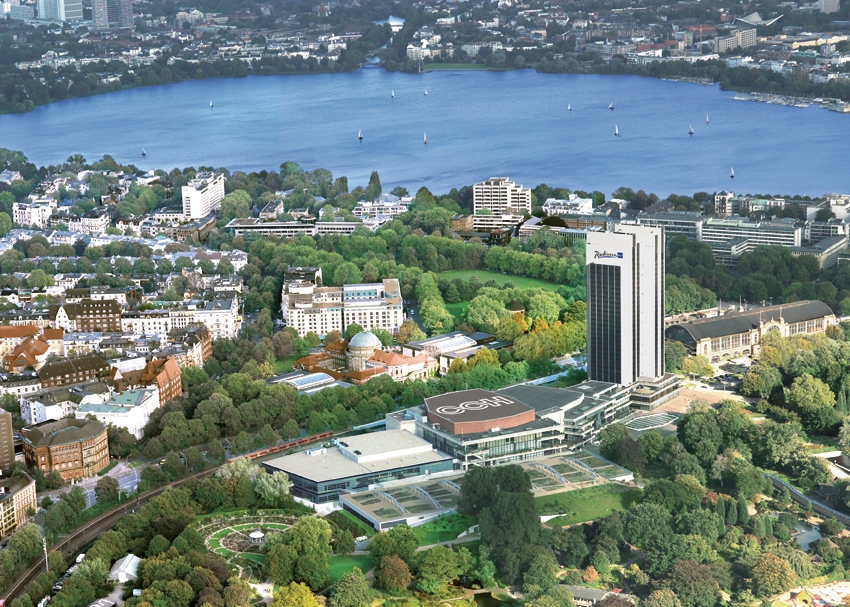
Luftaufnahme des Congress Center Hamburg mit dem CCH-Schriftzug auf dem Dach und der Außenalster im Hintergrund (2007)

Das CCH – Congress Center Hamburg (bis 2004 Congress Centrum Hamburg) wurde am 14. April 1973 in Hamburg als erstes Kongresszentrum Deutschlands eröffnet. Es befindet sich unmittelbar westlich des Dammtor-Bahnhofs, am Rand der Parkanlagen von Planten un Blomen. Die Flächen und Säle des CCH werden für Kongresse, Messen, Konzerte oder Ausstellungen genutzt und wurden hierzu bis 2007 nochmals erweitert und umgebaut.
Betrieben wird das CCH von der Hamburg Messe und Congress GmbH, zu der auch die Hamburg Messe gehört. Seit 2017 wurde das CCH vom Eigentümer CCH Immobilien GmbH & Co. KG saniert, wofür Kosten von 194 Millionen Euro veranschlagt wurden. Im Vorfeld stellte sich heraus, dass das Kongresszentrum mit Schadstoffen belastet war, die im Zuge der Sanierung beseitigt wurden. Am 11. Oktober 2021 fand mit dem ITS World Congress die erste Veranstaltung im neuen CCH statt. Offiziell wiedereröffnet wurde das CCH am 29. April 2022.

## Geschichte

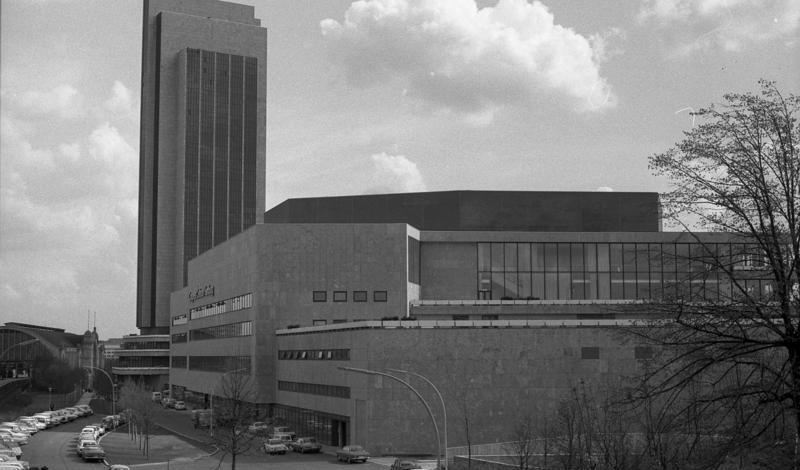
CCH Mai 1973, Rückseite an der Bahnstrecke

Nach einer Planungsphase in den Jahren 1968/1969 legte der damalige Bürgermeister Hamburgs, Herbert Weichmann, am 5. März 1970 den Grundstein für das Congress Center Hamburg, kurz CCH. Die latinisierte Schreibweise Congress Centrum wurde einst gewählt, um der vorbelasteten Abkürzung „KZ-Hamburg“ vorzubeugen. Es folgte eine dreijährige Bauphase durch die Neue Heimat, in der 17 Säle für insgesamt 10.000 Gäste entstanden. 
Am 14. April 1973 wurde der 100 Millionen DM teure Bau offiziell eröffnet. Obwohl es am Anfang Startschwierigkeiten gab (so wurde z. B. die Eröffnungsfeier in damaligen Presseberichten aufgrund der kompliziert zu handhabenden Tontechnik als „zwei Stunden Langeweile“ beschrieben), gelang es dem CCH recht bald, sich als modernes Kongresszentrum zu etablieren. Das CCH wurde somit in den 70er und 80er Jahren zu einem wichtigen und modernen Veranstaltungsort.
Um eine international einheitliche Schreibweise zu erreichen, wurde das CCH 2004 in „Congress Center Hamburg“ umbenannt.
Im Jahr 2005 begann man mit der Erweiterung des CCH. Seit Ende 2006 verfügt das CCH über 23 Säle (einige teilbar) mit insgesamt 12.500 Sitzplätzen, davon 3.000 im bisherigen Saal 1 und 6.240 in der neuen Halle H. Erster Nutznießer dieser neuen Ausstellungshalle (7.000 m²) war im September 2006 die Acqua alta. In der zweiten Jahreshälfte 2007 wurde die Erweiterung des Konferenzbereichs mit der Fertigstellung des Saals G abgeschlossen, so dass insgesamt mehr als 10.000 m² an Ausstellungsflächen zur Verfügung stehen.

## Veranstaltungen
Im CCH finden jedes Jahr rund 280 Kongresse, Tagungen, Hauptversammlungen, kulturelle und gastronomische Veranstaltungen mit mehr als 320.000 Teilnehmern statt.
Seit Eröffnung fanden eine Vielzahl von Konzerten statt, unter anderem von ABBA, Bonnie Tyler, David Bowie, Chris de Burgh, David Byrne, Maria Callas, Howard Carpendale, Joe Cocker, Phil Collins, Céline Dion, Deep Purple, Dixie Chicks, Bryan Ferry, Genesis, David Gilmour, Tom Jones, Alicia Keys, Kraftwerk, Daliah Lavi, Helmut Lotti, Manfred Mann, The Moody Blues, Luciano Pavarotti, Prince, Queen, Lou Reed, Bruce Springsteen, Truck Stop, U2, Brian Wilson, Frank Zappa, ZZ Top und Sade.
Auch Events anderer Art wie etwa die Echo-Preisverleihung, der Bundesparteitag der SPD, der ZDF-Hansetreff oder der Chaos Communication Congress wurden hier veranstaltet.

## Hotel
Gleichzeitig mit dem CCH wurde ein Hotel errichtet, das mit dem Congress Center eine bauliche Einheit bildet. Das Radisson Blu Hotel in Hamburg ist mit einer Höhe von 108 Metern das höchste Hotel und eines der höchsten Gebäude der Stadt. Es hat insgesamt 32 Etagen.
Das Hotel wurde in den Jahren 1970 bis 1973 von den Architekten Jost Schramm und Gert Pempelfort im Auftrag der Vereinigten Hotel Holding GmbH errichtet. Während der ersten Jahre trug es den Namen Hotel Loew’s Hamburg Plaza, wurde in der Folgezeit mehrfach umbenannt und heißt heute Radisson Blu Hotel.
Die vier Sockelgeschosse des Hotels schließen an das CCH an und setzen seine horizontale Gliederung fort. In ihnen sind alle Publikumsräume, Restaurants und Ballsäle, Küchen- und Wirtschaftsräume sowie ein Wellnessbereich untergebracht. In den Konferenzräumen des Hotels können eigene Kongresse abgehalten werden.
Über der Südostseite erhebt sich in vertikaler Gliederung das Bettenhochhaus aus sieben gegeneinander verschobenen Segmenten.